# Deportivo Cuenca
Club Deportivo Cuenca – ekwadorski klub piłkarski z siedzibą w mieście Cuenca.

## Historia
Klub założony został 4 marca 1971 roku. „Morlacos” zdobyli jak dotąd jeden tytuł mistrza Ekwadoru w roku 2004.

## Osiągnięcia

### Krajowe
- Serie A

| zwycięstwo (1):     | 2004                             |
| drugie miejsce (5): | 1975, 1976, 2005 (C), 2007, 2009 |